# Ahn Sang-hak
Det här är en artikel om en person med koreanskt personnamn; Ahn är familjenamnet.
Ahn Sang-hak (안상학), född 5 juni 1962, är en sydkoreansk poet.
Ahns poesi bygger på filosofin kopplad till den icke-skapande naturalismen. Enligt denna tankegång har naturen uppenbart en tydlig hållfasthet, eftersom den finns. Eftersom naturen inte är fast och orörlig utan ständigt föränderlig, framträder den endast via variationer av sig själv. I korthet således Ahns poesi den ständiga förändringen hos naturen ur ett filosofiskt perspektiv.
På samma sätt framträder, förändras och försvinner alla varelser. De gör så genom harmonin och motsättningen mellan yin och yang.
2019 besöker Ahn Bokmässan i Göteborg, som del av årets satsning på (syd)koreansk litteratur. I samband med detta svenska besök deltog även Ahn i koreansk litteratursammankomster i Stockholm.
Ahns poesi har tryckts i engelsk översättning bland annat via vårutgåvan 2018 av den litterära tidskriften Asia. Samma år kom en separatutgåva betitlad Poems by Ahn Sang-Hak (originaltitel: 안상학 시선 / An Sang-hak sisŏn).